# Lionel Cottet
Pour les articles homonymes, voir Cottet.
Lionel Cottet, né le 25 mars 1921 à Richelieu et mort le 15 août 2010 à Feurs, est un homme politique français.

## Biographie
Fils d'un négociant en matériaux de construction, Lionel Cottet, après avoir travaillé longtemps auprès de son père, prend sa succession à la tête de l'entreprise.
Sans engagement politique, il s'enthousiasme cependant pour le mouvement mené par Pierre Poujade, et adhère à l'union de défense des commerçants et artisans.
Tête de la liste d'Union et fraternité française en Indre-et-Loire en 1956, il obtient 11 % des voix et est élu député grâce à l'apparentement avec deux autres listes d'inspiration poujadistes, qui obtiennent respectivement 3,1 % et 5,7 %.
Cet apparentement illégal conduit à l'invalidation de son élection, prononcée le 21 mars 1956. Le radical Pierre Souquès est proclamé élu à sa place.

## Détail des fonctions et des mandats
Mandat parlementaire
- 2 janvier 1956 - 21 mars 1956 : Député d'Indre-et-Loire